# Campeonato Africano de Atletismo de 2018 - 1500 m masculino
A prova dos 1500 metros masculino do Campeonato Africano de Atletismo de 2018 foi disputada entre os dias 4 e 5 de agosto, no Estádio Stephen Keshi,  em Asaba,  na Nigéria. 

## Recordes
Antes desta competição, os recordes mundiais e do campeonato nesta prova eram os seguintes:
|                       | Nome                  | Nacionalidade | Tempo     | Local      | Data                |
| --------------------- | --------------------- | ------------- | --------- | ---------- | ------------------- |
| Recorde mundial       | Hicham El Guerrouj    | Marrocos      | 3m 26s 00 | Roma       | 14 de julho de 1998 |
| Recorde do campeonato | Caleb Mwangangi Ndiku | Quênia        | 3m 35s 71 | Porto Novo | 1 de julho de 2012  |
| Recorde africano      | Hicham El Guerrouj    | Marrocos      | 3m 26s 00 | Roma       | 14 de julho de 1998 |

Os seguintes recordes foram estabelecidos durante esta competição:
| Data       | Evento | Atleta          | Nacionalidade | Tempo     | Notas                 |
| ---------- | ------ | --------------- | ------------- | --------- | --------------------- |
| 5 de junho | Final  | Elijah Manangoi | Quênia        | 3m 35s 20 | Recorde do campeonato |

## Medalhistas
| Ouro                  | Prata                   | Bronze                |
| Elijah Manangoi (KEN) | Timothy Cheruiyot (KEN) | Ronald Musagala (UGA) |

## Cronograma
Todos os horários são locais (UTC+1). 
| Data        | Hora  | Evento  |
| ----------- | ----- | ------- |
| 4 de agosto | 18:25 | Bateria |
| 5 de agosto | 18:55 | Final   |

## Resultados

### Bateria
Qualificação: 5 atletas de cada bateria (Q) mais os 6 melhores qualificados (q).
| Posição | Bateria | Atleta                       | Nacionalidade                  | Tempo   | Notas |
| ------- | ------- | ---------------------------- | ------------------------------ | ------- | ----- |
| 1       | 1       | Elijah Manangoi              | Quênia                         | 3:48.15 | Q     |
| 2       | 1       | Taresa Tolosa                | Etiópia                        | 3:48.42 | Q     |
| 3       | 1       | Hicham Ouladha               | Marrocos                       | 3:48.65 | Q     |
| 4       | 1       | Ronald Musagala              | Uganda                         | 3:48.87 | Q     |
| 5       | 1       | Aman Wote                    | Etiópia                        | 3:49.16 | Q     |
| 6       | 1       | Charles Simotwo              | Quênia                         | 3:49.85 | q     |
| 7       | 1       | Brahim Kaazouzi              | Marrocos                       | 3:51.45 | q     |
| 8       | 1       | Hiss Bachir Youssouf         | Djibuti                        | ?:??.?? |       |
| 9       | 1       | Abdessalem Ayouni            | Tunísia                        | ?:??.?? |       |
| 10      | 1       | Alex Ngouari Mouissi         | República do Congo             | ?:??.?? |       |
| 11      | 1       | Benjamin Manuel Enzema       | Guiné Equatorial               | ?:??.?? |       |
| 12      | 1       | Santino Kenyi Oreng          | Sudão do Sul                   | ?:??.?? | q     |
| 13      | 1       | Mohammed Dookun              | Ilhas Maurícias                | ?:??.?? |       |
| 14      | 1       | Kyondwa Katapala             | República Democrática do Congo | ?:??.?? |       |
| 15      | 1       | Eric Nzikwinkunda            | Burundi                        | DNS     |       |
| 1       | 2       | Timothy Cheruiyot            | Quênia                         | 3:42.65 | Q     |
| 2       | 2       | Ayanleh Souleiman            | Djibuti                        | 3:42.90 | Q     |
| 3       | 2       | Abdalaati Iguider            | Marrocos                       | 3:43.35 | Q     |
| 4       | 2       | Jerry Motsau                 | África do Sul                  | 3:44.38 | Q     |
| 5       | 2       | Rashid Etiau                 | Uganda                         | 3:44.56 | Q     |
| 6       | 2       | Samuel Tefera                | Etiópia                        | 3:44.77 | q     |
| 7       | 2       | Abderraouf Boubaker          | Tunísia                        | ?:??.?? |       |
| 8       | 2       | Geofrey Rutto                | Uganda                         | 3:45.49 | q     |
| 9       | 2       | Paulo Amotun Lokoro          | AR                             | ?:??.?? | q     |
| 10      | 2       | Idow Ali                     | Somália                        | ?:??.?? |       |
| 11      | 2       | Adam Fadalla Abdelwahab Musa | Sudão                          | ?:??.?? |       |
| 15      | 2       | Jach Majok Wol               | Sudão do Sul                   | DNS     |       |

### Final
| Posição           | Atleta              | Nacionalidade | Tempo   | Notas |
| ----------------- | ------------------- | ------------- | ------- | ----- |
| Medalha de ouro   | Elijah Manangoi     | Quênia        | 3:35.20 |       |
| Medalha de prata  | Timothy Cheruiyot   | Quênia        | 3:35.93 |       |
| Medalha de bronze | Ronald Musagala     | Uganda        | 3:36.41 |       |
| 4                 | Ayanleh Souleiman   | Djibuti       | 3:37.18 |       |
| 5                 | Aman Wote           | Etiópia       | 3:38.49 |       |
| 6                 | Abdalaati Iguider   | Marrocos      | 3:39.20 |       |
| 7                 | Santino Kenyi Oreng | Sudão do Sul  | 3:40.99 |       |
| 8                 | Charles Simotwo     | Quênia        | 3:42.11 |       |
| 9                 | Hicham Ouladha      | Marrocos      | 3:42.61 |       |
| 10                | Samuel Tefera       | Etiópia       | 3:45.38 |       |
| 11                | Taresa Tolosa       | Etiópia       | 3:49.48 |       |
| 12                | Rashid Etiau        | Uganda        | 3:50.00 |       |
| 13                | Jerry Motsau        | África do Sul | 3:50.68 |       |
| 14                | Geofrey Rutto       | Uganda        | 3:50.85 |       |
| 15                | Paulo Amotun Lokoro | AR            | 4:03.44 |       |
| 16                | Brahim Kaazouzi     | Marrocos      | DNS     |       |

Legenda
| Recorde mundial       | Recorde mundial (World record)               |                       | Recorde africano                      | Recorde africano (African) |                                           | Q | Classificado por posição (Qualified) |
| Recorde do campeonato | Recorde do campeonato (Championship record)  | Recorde da América    | Recorde da América (Americas)         | q                          | Classificado por melhor tempo (Qualified) |   |                                      |
| Melhor marca do ano   | Melhor marca do ano (World leading)          | Recorde asiático      | Recorde asiático (Asian)              | DNS                        | Não largou (Did not start)                |   |                                      |
| Recorde nacional      | Recorde nacional (National record)           | Recorde europeu       | Recorde europeu (European)            | DNF                        | Não terminou (Did not finish)             |   |                                      |
| Recorde pessoal       | Recorde pessoal do atleta (Personal best)    | Recorde da Oceania    | Recorde da Oceania (Oceania)          | DSQ / DQ                   | Desclassificado (Disqualified)            |   |                                      |
| Recorde da temporada  | Recorde da temporada do atleta (Season best) | Recorde sul-americano | Recorde sul-americano (South America) | NM                         | Sem marca (No mark)                       |   |                                      |